# Mare Crisium
Mare Crisium ("Mar de las Crisis") es un mar lunar localizado en la cuenca Crisium, al norte del Mare Tranquillitatis. Esta cuenca data del periodo Nectárico, y el material del mar data del Ímbrico Superior. Tiene un diámetro de 555 kilómetros, y un área de 176.000 kilómetros cuadrados.
Tiene un suelo interior bastante plano, con un anillo exterior irregular. Existen "cráteres fantasma" (cráteres que están enterrados en depósitos de otros materiales) hacia el sur.
El cabo al sudeste del mar se denomina Promontorium Agarum. Al oeste, se localiza el cráter Yerkes, al este de este, el cráter Picard y al norte de este último, el cráter Pierce.

## Nombre
Como la mayoría de los mares de la Luna, Mare Crisium fue bautizado por Giovanni Riccioli, cuyo sistema de nomenclaturas de 1651 fue tomado como estándar.
En el siglo XVII, Mare Crisium adquirió el nombre de Mar Caspio, llamado así por Thomas Harriot, Pierre Gassendi y Michael Van Langren. Ewen A. Whitaker especula que recibió ese nombre por ocupar casi la misma posición en la superficie lunar que el mar caspio sobre la terrestre, según los mapas de Europa, Norte África y Oriente medio. El mapa del astrónomo inglés William Gilbert, del año 1600, lo llama 'Brittania', más tarde, Britain.

## Cultura popular
- Arthur C. Clarke en 1951 lo empleó en su obra El centinela.
- En los videojuegos Call of Duty: Black Ops y Call of Duty: Black Ops III el mapa de zombis Moon está localizado en este mar lunar.
- En la película Moonfall de 2022, un agujero se abre en Mare Crisium, dando el argumento a la trama central de la película.